# 加骰棋
加骰棋（Cephalopod），是Mark Steere在2006年推出使用六面骰子作棋子的兩人棋類。

## 棋具
- 5*5方格棋盤。

- 每方用二十四顆六面骰，以兩色區分敵我。

## 規則
- 每方輪流下一顆己方骰子於空棋格，並把鄰邊四格中加總不超過六的骰子移回其擁有者手中，至少選擇移回二枚最多四枚，然後把此落下的骰子轉成移回骰子的數字總和。
  - 若鄰邊骰子不超過一顆，或鄰邊骰子加總組合皆超過六則不移回，則把此落下的骰子轉成一。

- 棋盤皆是骰子時，遊戲結束，場上骰子多者勝[1]。

## 外部連結
- 遊戲介紹 （页面存档备份，存于）
- 線上遊戲
- 遊戲下載
- 實戰棋譜 （页面存档备份，存于）